# Do You Like Worms?
«Do You Like Worms?» (a veces erróneamente referido como "Do You Dig Worms?") es una canción escrita por Brian Wilson y Van Dyke Parks en 1966 para el abortado álbum SMiLE. La grabación inconclusa original de "Do You Like Worms?" fue publicada por primera vez en 1993 en el box set Good Vibrations: Thirty Years of The Beach Boys, que incluía material inédito de Smile, y luego de nuevo en 2011 para The Smile Sessions. En 2004, Wilson realizó una versión en vivo del álbum Smile con esta canción bajo el nuevo título "Roll Plymouth Rock". Tanto las versiones en vivo como en estudio de Brian Wilson Presents Smile están organizadas de manera similar a la canción original. Las nuevas versiones también contienen letras adicionales en los versos que fueron escritas para la canción originalmente en 1966, pero que no se llegaron a grabar, caso similar a "Cabinessence".
El biógrafo Jon Stebbins afirmó que la canción "resume la naturaleza inacabada y esquizofrénica de Smile. Sólo el hecho de que un álbum de Beach Boys apareció casi en 1967 con una canción llamada "Do You Like Worms?", es alucinante".
La canción ha sido interpretada desde entonces por una variedad de artistas, incluyendo The Olivia Tremor Control, Ant-Bee, y Secret Chiefs 3.

## Significado del título
Cuando se le preguntó en 2004, el coescritor Van Dyke Parks no podía recordar de dónde se originó el título, especulando, "Tengo la sensación de que tal vez fue un ingeniero, o tal vez Brian, tal vez Mike Love. No hay otras palabras en la canción que se relaciona con ese título". Ese mismo año, Wilson volvió a grabar la canción bajo el nuevo título" Roll Plymouth Rock "con casi todas sus letras originales. Cuando se le preguntó sobre el cambio de nombre de "¿Te gustan los gusanos?", Wilson explicó: "Porque queríamos algo un poco más apropiado, ¿sabes?, algo que parecía más apropiado". En 2013, Al Jardine declaró: "Seguí gritando a la gente en Capitol que no hay una maldita lírica sobre los gusanos en esta pista, se llama 'Roll Plymouth Rock'. Te desafío a encontrar algo sobre gusanos allí. Pero querían nombrarlo "Do You Like Worms". Brian añadió paréntesis en su álbum para dejarlo en claro. [...] Estoy seguro de que había una canción que Brian y Van Dyke hicieron llamado 'Do You Like Worms' que ni siquiera nos la mostraron para nosotros en ese momento. De todos modos, creo que lo que hay en la versión original de la sonrisa es totalmente fresco, y me gusta el carácter inacabado de la misma. (risas) Me trae muchos recuerdos realmente buenos".

## Composición
"Do you like Worms?" fue imaginada como un viaje lírico a través de los Estados Unidos de costa a costa; relacionado principalmente con la doctrina del destino manifiesto y expansión hacia el oeste. Según Parks, «se trata de llevar esta euro-sensibilidad a la domesticación del continente americano, desde Plymouth Rock a Waikiki». Se ve a través de los ojos de un protagonista llamado "Bicycle Rider". Varios coplas fueron escritas por Parks en 1966, pero solo pocos fueron grabadas en la época de las sesiones de SMiLE. Algunas de estas coplas fueron usadas durante la regrabación de Wilson:

Once upon the Sandwich Islands

The social structure steamed upon Hawaii

Ribbon of concrete / Bicycle Rider — just see what you've done, done

To the church of the American Indians.

"Ribbon of concrete" es una variante de negativa de la letra "that ribbon of highway" de la canción popular americana "This Land Is Your Land". La letra "Bicycle Rider" se ha establecido como una referencia a la norma tradicional "See See Rider", ya las tarjetas de juego "Bicycle Rider Back" impresas por la United States Playing Card Company durante el siglo XIX. La cita "mahala lu lei" se refiere a una oración hawaiana del Día de Acción de Gracias. Una copla sin grabar la siguiente manera:

And as we returned to the East or West Indies

We always got them confused.

La canción es una extensión de la composición "Heroes and Villains", grabada durante las sesiones de Smile. "¿Te gustan los gusanos?" está en forma estrófica, siguiendo el patrón ABABCB 'en mezclas preparadas por Brian Wilson durante las asambleas Smile. Las secciones de A presentaron una sección instrumental corta donde la melodía es llevada por los timbales seguidos por las letras "rock, rock, roll, Plymouth Rock roll over" en dos partes de armonía sobre los bajos. La sección B se refiere a las etiquetas de la cinta como "Bicycle Rider", y consiste en el motivo repetitivo "Heroes and Villains" interpretado en clavicordio. Al final de la sección B ', el clavecín se detiene, sólo para reiniciar. La sección C tiene a Brian cantando letras en falso hawaiano sobre coros de acompañamiento por el resto de la banda con una pista de apoyo.

## Grabación
Las pistas instrumentales para las secciones A y C de la canción fueron grabadas el 18 de octubre de 1966 en United Western Recorders. Brian también grabó algunas de sus voces en esa sesión. Las voces de los Beach Boys fueron grabadas en Columbia Studios, el 21 de diciembre de 1966. La sección B de la canción fue grabada durante las sesiones de "Heroes and Villains". Después de una sesión en donde se regrabó un bajo fuzz el 5 de enero de 1967, "Do You Like Worms?" fue abandonada y nunca más fue trabajada por The Beach Boys.

### Créditos
Créditos conforme según Keith Badman.
The Beach Boys
- Al Jardine - voz
- Mike Love - voz
- Brian Wilson - voz
- Carl Wilson - voz
- Dennis Wilson - voz

Músicos de sesión
- Jerry Cole - guitarra
- Gene Estes - percusión
- Jim Gordon - batería, conga
- Carol Kaye - bajo eléctrico
- Van Dyke Parks - piano vertical
- Lyle Ritz - contrabajo

## Versión de Brian Wilson
Durante los primeros ensayos de Brian Wilson Presents Smile, Wilson pudo recordar la melodía original de la canción, pero no las letras. Frente a este dilema, llamó a Van Dyke Parks por ayuda. Parks se apersonó a la casa de Wilson, y los dos ampliaron sus colaboraciones en arreglos y letras de otras canciones.

### Créditos
- Brian Wilson - teclados, voz

Músicos de sesión
- Scott Bennett - teclados, voz
- Nelson Bragg - percusión, voz
- Staffan Findin - trombón bajo
- Jeff Foskett - guitarra, ukulele, voz
- Probyn Gregory - guitarra, voz
- Jim Hines - batería
- Anna Landberg - violonchelo
- Bob Lizik - bajo eléctrico
- Paul Mertons - flauta de bajo
- Taylor Mills - voz
- Bjorn Samuelsson - trombón
- Markus Sandlund - violonchelo
- Darian Sahanaja - teclados, voz
- Nick Walusko - guitarra